# Cymbulia sibogae
Cymbulia sibogae är en snäckart som beskrevs av Tesch 1904. Cymbulia sibogae ingår i släktet Cymbulia och familjen Cymbuliidae. Inga underarter finns listade i Catalogue of Life.